# Frihedsberøvelse
Frihedsberøvelse er et andet ord for at tage nogen til fange, altså at berøve dem deres frihed. Frihedsberøvelse kan også være en straf i form af  fængsel eller forvaring af psykisk afvigende  lovovertrædere.
Ulovlig frihedsberøvelse (som kidnapning, bortførelse eller indespærring) er strafbart i Danmark ifølge Straffelovens § 261:
Den, som berøver en anden friheden, straffes med bøde eller fængsel indtil 4 år.
Under visse omstændigheder er strafferammen dog op til 12 år.